# Боротьба Птолемеїв за південно-західну Егеїду
Боротьба Птолемеїв за південно-західну Егеїду — пов'язаний із Кікладами, Критом та окремими районами материкової Греції послідовний ряд епізодів з часів боротьби елліністичних володарів Єгипта зі своїми суперниками.

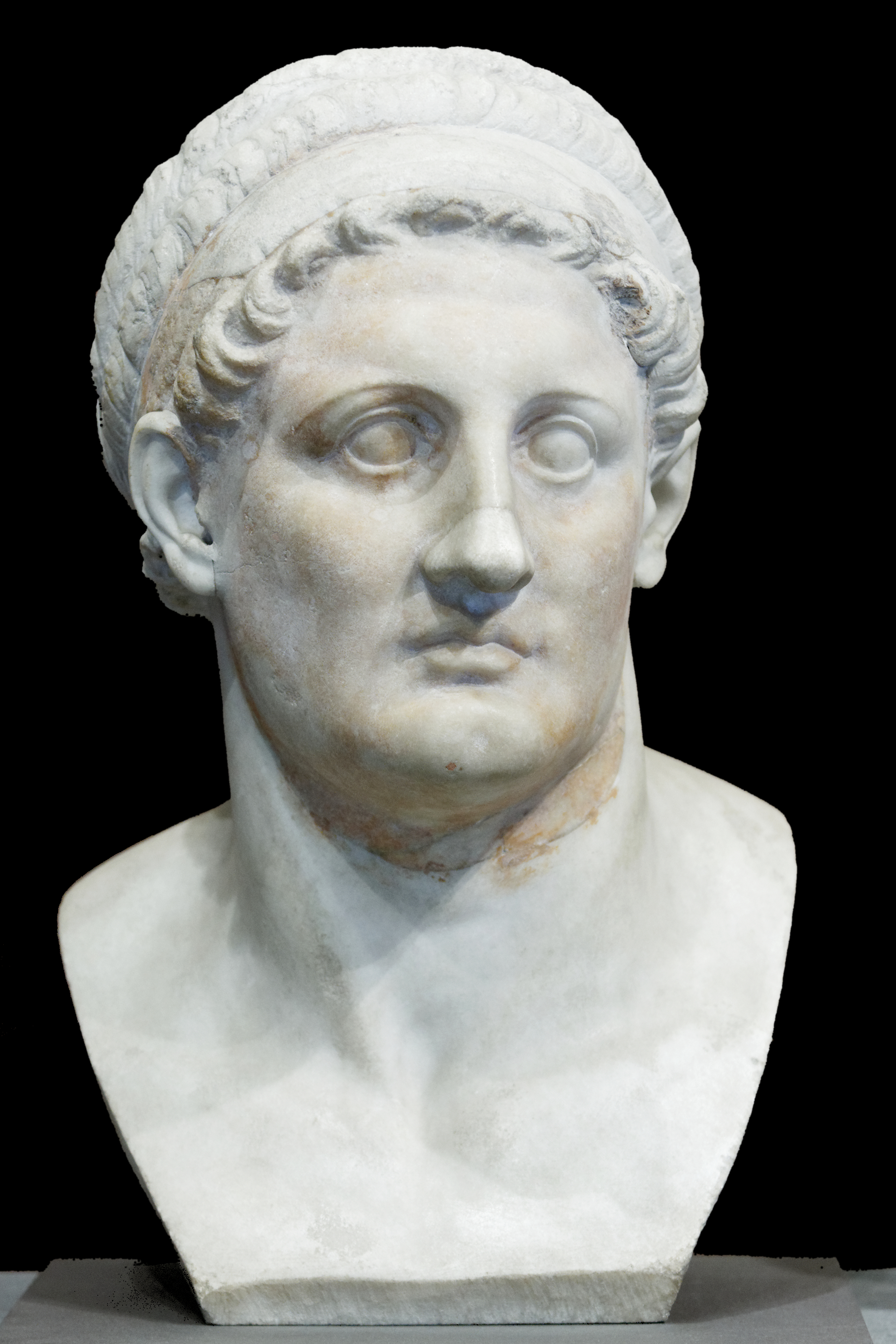
Птолемей І

У перші три десятки років по смерті Александра Македонського головним театром бойових дій для єгипетського правителя Птолемея було східне Середземномор'я, де він вів боротьбу з Антигонідами за Фінікію, Кіпр та узбережжя Малої Азії. Втім, ще тоді Птолемей здійснив перші спроби втручання у ситуацію в Егеїді. Так, в 315 р. до н. е. сюди було послідовно послано дві ескадри, одна з яких діяла біля берегів Іонії та Троади, тоді як інша під командуванням наварха Поліклета прибула у Саронічну затоку до Коринфа. Тут виявилось, що володар останнього Александр (син колишнього регента Мекедонії Полісперхона) вже перейшов на бік союзного Птолемею Кассандра, так що єгипетські кораблі одразу повернули назад.

## Події 308—303 років до н.е
У 308 р. до н. е. Птолемей зробив спробу більш ґрунтовно потурбувати свого противника на землях материкової Греції. Маючи під контролем Кіпр та оволодівши у 309 р. до н. е. рядом територій у Малій Азії (в Лікії та Карії), володар Єгипту відплив зі своїм експедиційним корпусом від Мінду (на карійському узбережжі неподалік від Галікарнасу) на захід. На своєму шляху він пройшов повз великий острів Андрос на півночі Кікладського архіпелагу та вигнав звідси ворожий гарнізон. Висадившись у Греції, Птолемей оволодів містами Мегара, Коринф та Сікіон. Обставини захоплення першого з них невідомі — про це ми знаємо лише завдяки непрямому свідченню із твора Діогена Лаертського, за яким один з філософів втік з Мегар від Птолемея, котрий докучав йому пропозиціями переселитись до Єгипту. Що ж стосується Коринфа та Сікіона, то їх передала єгипетському володарю Кратесіполіда, вдова Александра, котрий згадувався вище при описі подій 315 р. до н. е. Певний час вона правила цими містами (з яких Коринф завдяки розташуванню на істмійському перешийку між Центральною Грецією та Пелопоннесом мав особливе значення) самостійно, проте тепер вирішила піддатись Птолемею. При цьому їй прийшлось ввести в оману гарнізон Коринфа, котрий не бажав здаватись. Судячи з наступних подій, Мегари передали Кассандру, тоді як в Коринфі та Сікіоні Птолемей залишив гарнізони під командуванням Клеоніда і відплив до Єгипта.

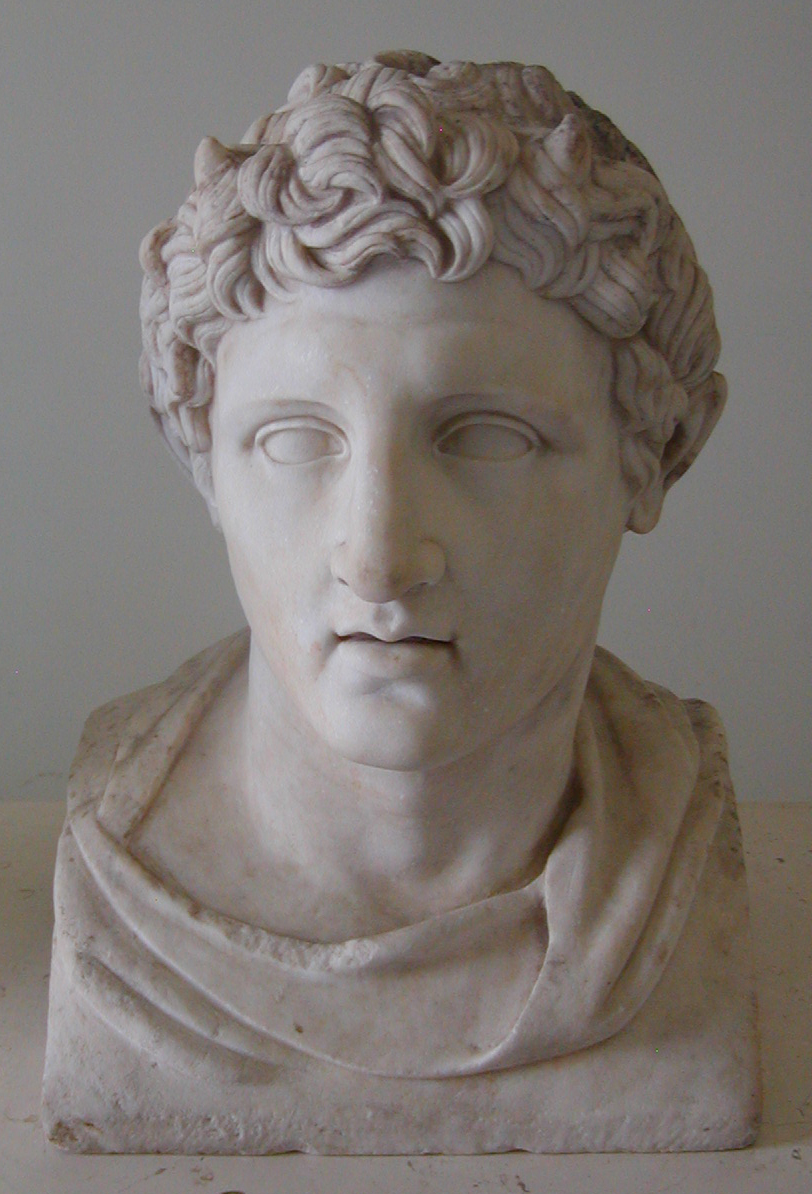
Деметрій І

Наступного року до Греції прибув син Антигона Одноокого Деметрій, котрий, зокрема, оволодів Мегарами, які утримували утримували македонці. Після цього він послав пропозицію Клеоніду полишити зайняті ним міста в обмін на велику суму коштів, проте отримав відмову. На цей раз Антигонід відклав напад на Істм та відплив на схід, де в наступні роки був зайнятий операціями проти Кіпра (306 р. до н. е.) та облогою Родоса (305—304 рр. до н. е.).
Наприкінці 304 р. до н. е. Деметрій повернувся до Греції та знов узявся за вигнання македонських та птолемеївських гарнізонів. В цей час Коринф вже знаходився у руках македонського царя, проте причини та обставини, які супроводжували його вихід з-під влади Птолемея, невідомі. Оволодівши Кенхреями (схдіна гавань Коринфа) Деметрій рушив на Пелопоннес. В один із днів 303 р. до н. е. він повів своє військо назад до Кенхреїв, в яких наказав влаштувати святкування. Проходячи повз Сікіон, єгипетським гарнізоном якого командував новий полководець Філіпп, Деметрій раптово розвернув військо та атакував мури міста. В той же час на його гавань напав заздалегідь висланий флот, котрий обігнув Пелопоннес та увійшов до Коринфської затоки Іонічного моря. Єгипетський гарнізон ледве встиг відійти у цитадель та зачинитись у ній, після чого Антигонід розпочав споруджувати осадні машини. Втім, ще до початку штурма Філіпп погодився на капітуляцію за умови безперешкодного відступу до Єгипта (а слідом за цим Деметрія взяв штурмом і Коринф).

## Контроль над Несіотською лігою

Карта південної Егеїди. Зокрема, позначені згадані у статті Афіни, острів Патрокла (біля південного узбережжя Аттики), Саронічна затока (на протилежній від Афін стороні затоки північно-західніше острова Порос виступає на північ півострів Метана), острови Кеа, Андрос, Евбея, Тера (Санторіні), Крит та інші

У 301 р. до н. е. Антигон Одноокий зазнав вирішальної поразки при Іпсі та загинув. Втім, Деметрій зміг втримати у своїх руках морську частину батькового царства — мережу фортець та гаваней, котра простягнулась від Пелопоннеса через Кіпр та південне узбережжя Малої Азії до Фінікії. Первісно він діяв на сході Середземномор'я, проте у середині 290-х років до н. е. вирушив на Афіни. Останні на цей час тримались македонського царя, котрий, втім, не зміг надати місту достатньої допомоги. Птолемей же вислав флот із 150 кораблів, який прибув до острова Егіна та тим самим підійняв бойовий дух афінян. Але одразу за цим з Пелопоннеса підійшов вдвічі більший флот Деметрія, вступити у битву з яким єгипетські навархи не наважились та повернули назад, що й вирішило долю обложених Афін.
Невдовзі Деметрій вирушив до Македонії та захопив її престол. Птолемей тим часом продовжував свою боротьбу з Антигонідом за його східні володіння, а отже продовжував підтримувати його ворогів. Біля 288 або 287 р. до н. е.(на той час Кіпр вже опинився у руках єгиптян, що значним чином розв'язувало їм руки) на Андросі з'явився загін Птолемея під командуванням Каллія. Коли ж невдовзі у Афінах вибухнуло повстання проти Деметрія, Каллій надав повсталим суттєву допомогу. Деметрій, проти якого також виступив епірський цар Пірр, був вимушений втекти з Македонії та у підсумку потрапив в полон до Селевка.
Птолемеї (після смерті батька у 283 р. до н. е. його справу продовжив Птолемей II Філадельф) отримали гарну нагоду закріпитись у Егеїді і взяти під контроль Кікладські острови. Останні були об'єднані у Несіотську лігу, серед учасників якої згадуються Андрос, Міконос, Делос, Кеа, Кітнос, Парос, Наксос, Іос та Аморгос. Питання щодо заснування ліги саме Птолемеями або її існування до того під контролем Антигонідів є доволі дискусійним. Один з написів засвідчує проведення несіотами Антигоній та Деметрій — свят на честь македонських царів, проте немає впевненості, чи він відноситься до часів Антигона Одноокого та Деметрія Поліоркета, а чи присвячений їх нащадкам, котрі правили кількома десятками років пізніше. Як наслідок, першим однозначним свіченням про існування лігі є напис з острова Самос, датований десь між 282 та 280 р. до н. е. Він свідчить про збори ліги з приводу участі в перших александрійських Птолемеях — святах, заснованих на честь Птолемея І Сотера.
Єгипетські правителі контролювали Кіклади передусім через структури ліги та шляхом інтеграції до загальнодержавних процесів. Так, на Делосі, Паросі, Іосі, Аморгосі ніколи не стояло птолемеївських гарнізонів, проте провадилось відправляння культу Арсиної — сестри та улюбленої дружини Птолемея ІІ. Наксос теж не був обсаджений єгипетською залогою, але зафіксована присилка сюди суддів. Керівництво лігою здійснювали несіархи, котрі призначались не з числа місцевих уродженців (наприклад, збори на Самосі проводив Філокл — відомий полководець Птолемеїв та цар Сідона).

## Бази Птолемеїв під час Хремонідової війни

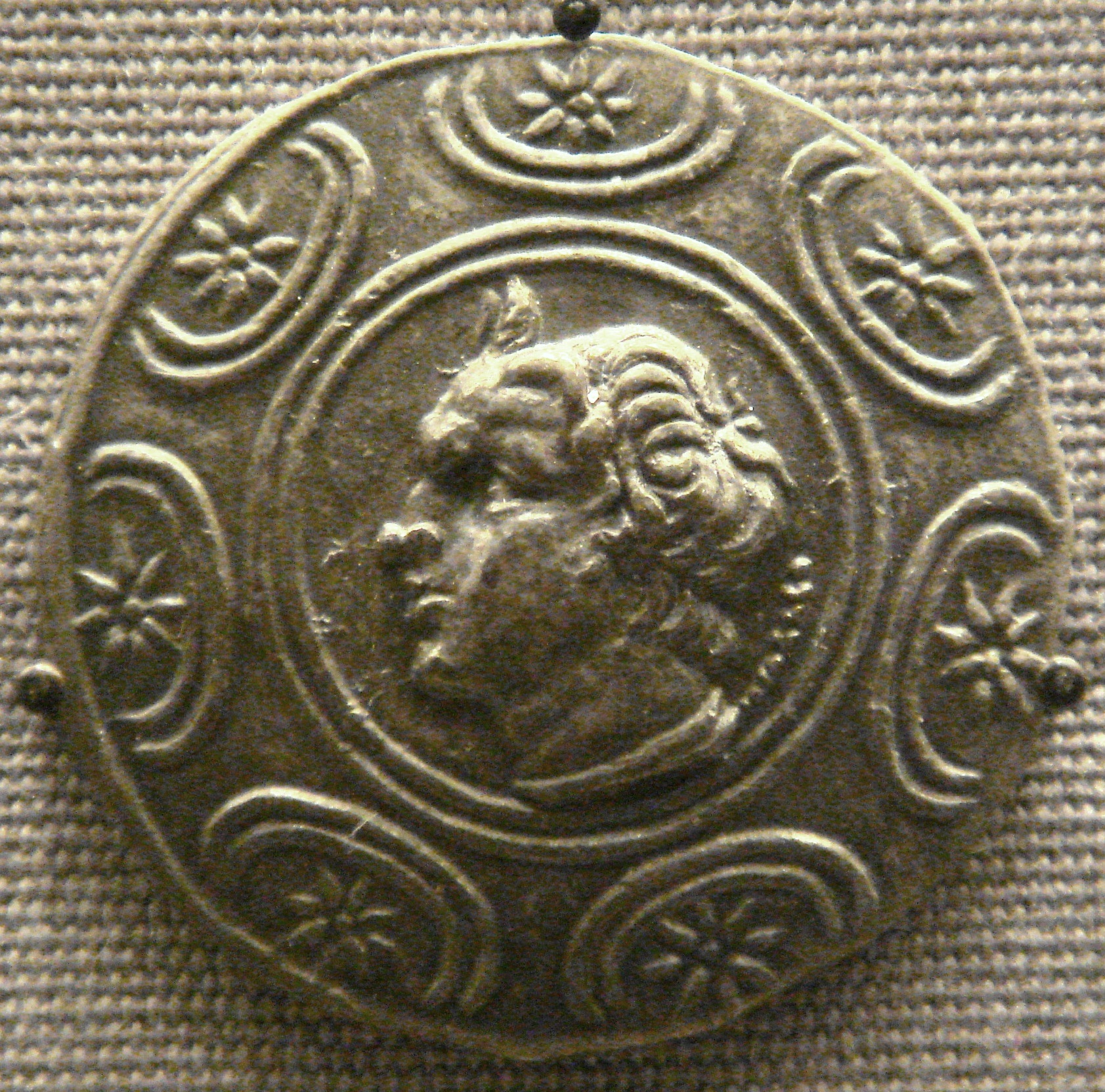
Зображення Антигона ІІ Гоната на монеті

У 267 р. до н. е. Афіни повстали проти македонського царя Антигона II Гоната, з яким боролись наступні роки Хремонідової війни (тривала до 262/261 р. до н. е.). Підтримку повсталим надавав Птолемей ІІ, який відправив до Егеїди свій флот під командуванням Патрокла. Вважається, що саме в цей час з'явились єгипетські гарнізони в Ітаносі (східне завершення Крита), на Тері (південний схід Кікладського архіпелагу), Кеа (найближчий до Аттики острів на північному заході Кіклад) та в Метані (у Пелопонессі на протилежному від Афін березі Саронічної затоки). Командним центром цієї мережі гарнізонів виступала Тера (Санторіні), першим комендантом якої став Аполлодот.

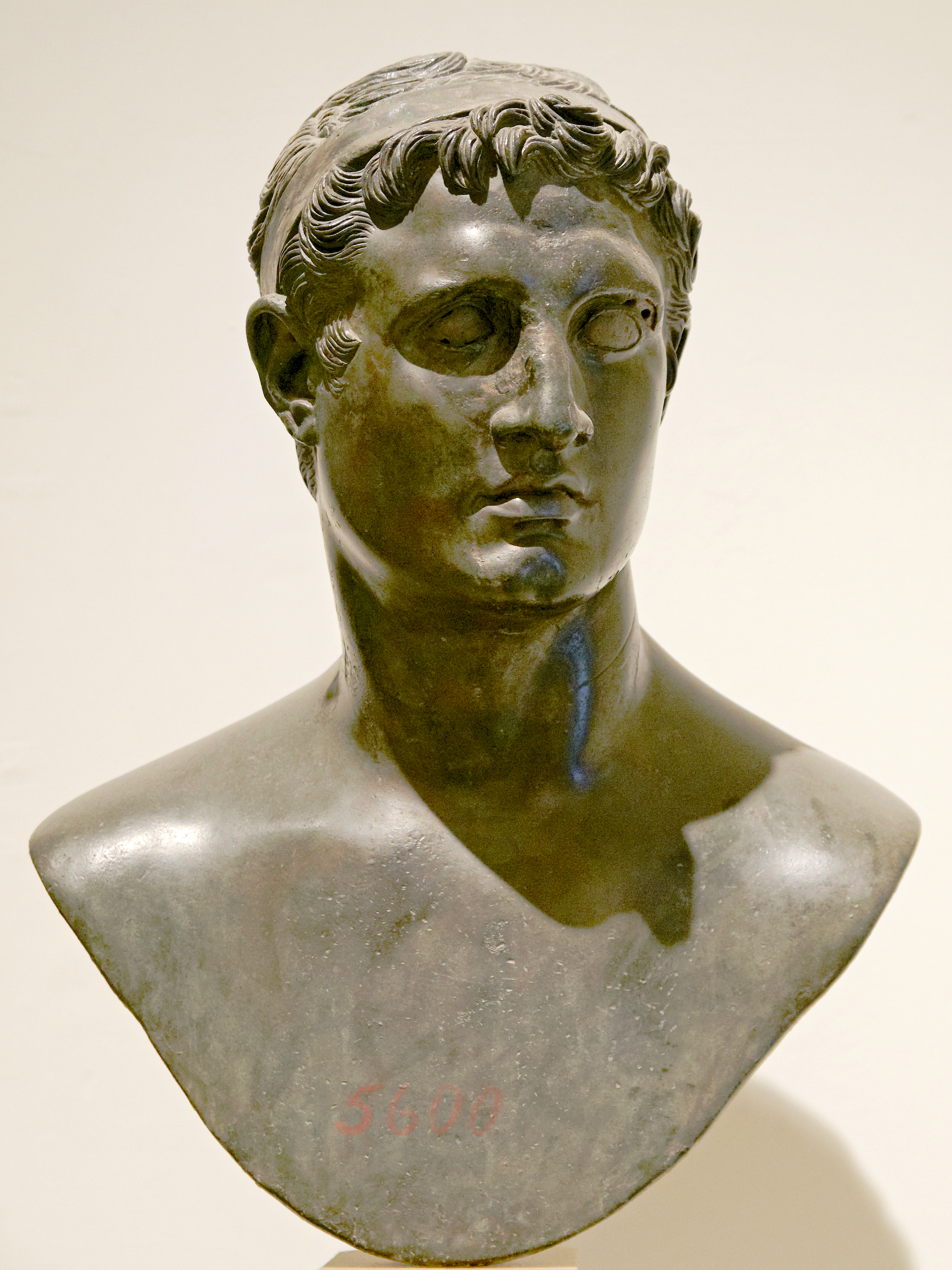
Птолемей II

Також єгипетський флот для перешкоджання македонянам, які протягом усієї війни вели облогу Афін, облаштував щонайменше 5 опорних пунктів на узбережжі Аттики: у Геліополісі на схилі гори Іметт та біля святилище Аполлона Зостера у Вуліагмені (обидва на західному березі Аттики південніше від Афін); на невеличкому «острові Патрокла» біля південного узбережжя цієї області, який допомагав контролювати вхід до Саронічної затоки навколо мису Суній (в укріпленні на самому мису стояв македонський гарнізон); у Короні на східному узбержжі Аттики (тут розкопками виявлено монети Птолемея ІІ та сліди короткочасного перебування військ); на північно-східному березі області у Рамносі, де ще з 5 століття до н. е. знаходився форт, котрий контролював рух між Аттикою та Евбеєю (тут виявлено напис на честь гіпарха Епіхара, котрий забезпечив розміщення військ Патрокла). Втім, всі ці аттичні гарнізони не пережили Хремонідової війни, котра завершилась падінням Афін (262/261 р. до н. е.).
Більш тривалим було існування єгипетських баз за межами Аттики. Обрану для цього на Пелопоннесі Метану (котра, до речі, лише кілька років як пережила виверження розташованого поблизу вулкану) перейменували на Арсіною на честь дружини Птолемея ІІ. Це місто розташовувалось на виступаючому в затоку півострові, на східному узбережжі якого знаходилась птолемеївська військова гавань. Півострів Метана з'єднується з Аргоським півостровом вузьким перешийком, на якому звели фортифікації для попередження наземної атаки.
Ще одна Арсіноя з'явилась на Кеа, де на неї перейменували розташоване на північно-західному узбережжі острова місто Корессос (один з чотирьох полісів, котрі існували тоді на Кеа). Його гавань стала обслуговувати потреби єгипетського флота та гарнізона.

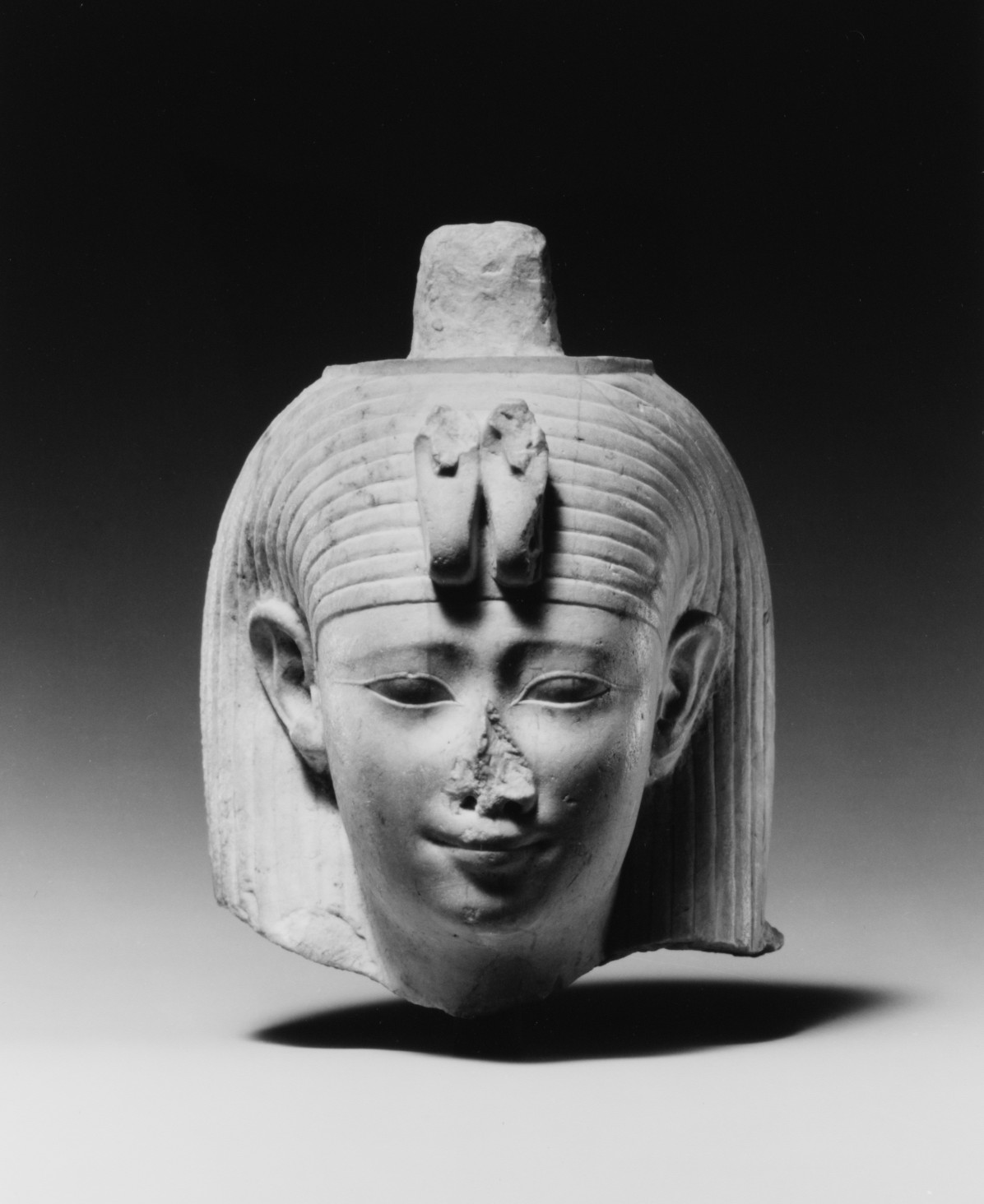
Арсіноя ІІ, на честь якої Птолемей ІІ перейменував міста на Кеа та півострові Метана

Що стосується критського Ітаноса, то цей поліс залишився автономним, хоча поряд і розміщувалась база Птолемеїв.

## Послаблення влади Птолемеїв над Кікладами
Перемога Антигона ІІ у Хремонідовій війні та, можливо, виграш македонцями морської битви при Косі (одною з її ймовірних дат вважається 261 р. до н. е.) призвели до втрати Птолемеями контролю над Несіотською лігою (або, щонайменше, це сталось під час Другої Сирійської війни 260—253 рр. до н. е., також не дуже вдалої для єгипетських царів). Біля 260 р. до н. е. зникають звістки про несіархів, в цей же період спостерігається зменшення єгипетських приношень у храм на Делосі. В той же час, зазначені вище єгипетські гарнізони продовжували існувати і надалі.
Можливо, на початку 240-х років до н. е. Птолемеї змогли дещо відновити свій вплив на Кікладах. Так, відомо про участь острів'ян у святкуванні Птолемеїв 249 та 246 рр. до н. е. Можливо, це було пов'язано із повстанням проти македонського царя його коринфського намісника Александра.
Втім, ще одна важка поразка єгипетського флоту від Македонії при Андросі (ймовірно, у 246/245 р. до н. е.) остаточно вивела Кікладські острови з-під влади (впливу) Птолемеїв.

## Доля гарнізонів Птолемеїв у південно-західній Егеїді

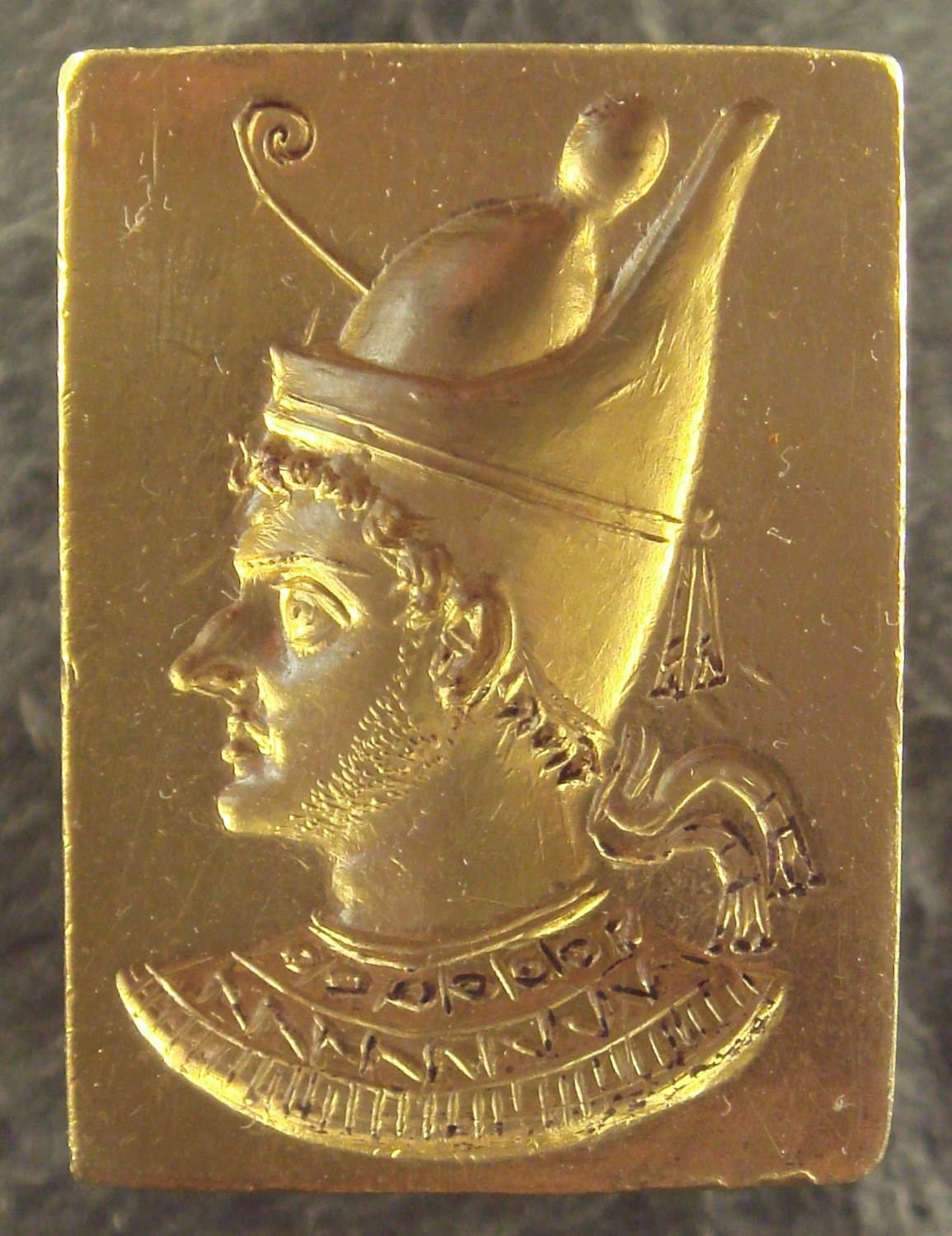
Птолемей VI Філометор, котрий відновив гарнізон у критському Ітаносі. По загибелі цього царя єгиптяни покинули південно-західну Егеїду

Втрата впливу на Кіклади не означала виводу з піденно-західної Егеїди єгипетських гарнізонів, котрі продовжували перебувати у Арсіної-Метані, Арсіної-Коресії, Тері та Ітаносі. Втім, після андроської поразки єгипетські царі більше не втручались у справи материкової Греції, тому ці їх військові бази вже не мали такого значення, як в часи Хремонідової війни.
Відомо також про існування ще однієї Арсіної на Криті, можливо, на місці Ретімни (північно-західне узбережжя острова). Її заснування відносять до більш пізнього періоду, ймовірно, правління Птолемея IV (222—204 рр. до н. е.).
Вважається, що першою була покинута єгиптянами найпівнічніша база на острові Кеа — десь наприкінці 3 століття до н. е. (як показує зворотна поява у документах назви Коресос замість Арсіної). В якийсь момент під час правління Птолемея V (204—180 рр. до н. е.) або Птолемея VI (180—145 рр. до н. е.) залога полишила й Ітанос. Втім, надалі Птолемей VI відповів на прохання мешканців цього критського міста про допомогу та відновив тут гарнізон (можливо, десь після 163 р. до н. е.).
Остаточно єгиптяни покинули Метану, Теру та Ітанос після 145 р. до н. е., по загибелі Птолемея VI під час втручання у громадянську війну в сирійській державі Селевкідів.